# (6433) Enya
(6433) Enya es un asteroide que forma parte del cinturón de asteroides y fue descubierto por Antonín Mrkos el 18 de noviembre de 1978 desde el Observatorio Kleť, cerca de České Budějovice, República Checa. 
Enya es un asteroide presumiblemente del tipo S.

## Designación y nombre
Enya se designó inicialmente como 1978 WC. Más tarde, en 1997, fue nombrado en honor de la cantautora irlandesa Enya.

## Características orbitales
Enya está situado a una distancia media del Sol de 2,388 ua, pudiendo alejarse hasta 2,907 ua y acercarse hasta 1,868 ua. Tiene una excentricidad de 0,2175 y una inclinación orbital de 8,626 grados. Emplea 1348 días en completar una órbita alrededor del Sol. El movimiento de Enya sobre el fondo estelar es de 0,2672 grados por día.

## Período de rotación
En marzo de 2013, se obtuvo una curva de luz rotacional fragmentaria de Enya a partir de observaciones fotométricas en el Palomar Transient Factory de California. El análisis de la curva de luz dio un periodo de rotación de 7.4 horas con una variación de brillo de 0.08 magnitudes (U=1).

## Características físicas
La magnitud absoluta de Enya es 14,1.